# Drei Bauern auf dem Weg zum Tanz
Drei Bauern auf dem Weg zum Tanz (im amerikanischen Original Three Farmers on Their Way to a Dance) ist der 1985 erschienene erste Roman des amerikanischen Autors Richard Powers. Der Titel des Romans leitet sich von August Sanders Fotografie Jungbauern im Sonntagsstaat, Westerwald her, die im Mittelpunkt der Handlung steht. Drei unterschiedliche Handlungsstränge, die in verschiedenen Epochen angesiedelt sind, stehen im Roman auf unterschiedliche Weise mit dem Foto in Verbindung. Drei Bauern auf dem Weg zum Tanz wurde mit dem Rosenthal Award ausgezeichnet und begründete Powers’ Erfolg als Schriftsteller. 2011 veröffentlichte der S. Fischer Verlag zu seinem 125-jährigen Jubiläum das Buch erstmals auf Deutsch. 

## Inhalt und Stil
Drei Bauern auf dem Weg zum Tanz verknüpft auf komplizierte Weise drei verschiedene Handlungsstränge miteinander, von denen zwei in der Gegenwart und einer im Jahr 1914 und der Folgezeit angesiedelt sind. Die Zusammenhänge auf der Handlungsebene werden dabei erst gegen Ende des Romans offensichtlich. Die Handlungsstränge sind in einzelnen Kapiteln streng voneinander abgegrenzt und wechseln sich regelmäßig ab.
Der Roman beginnt mit einem Ich-Erzähler, der nur als P. bekannt ist. Auf der Durchreise besucht er in Detroit ein Kunstmuseum und sieht dort ein Foto von August Sander aus dem Jahr 1914, das drei Jungbauern aus dem Westerwald auf dem Weg zu einer Tanzveranstaltung zeigt. Der Erzähler ist von dem Bild stark beeindruckt und beginnt in der Folgezeit mit Recherchen zu Sander und seinem Werk. Allmählich entwickelt er eine Besessenheit und zieht sich mehr und mehr aus seinem Alltagsleben zurück, um sich nur noch mit dem Foto und den zeitgeschichtlichen Hintergründen zu beschäftigen. Die Handlungsebene in diesem Erzählstrang tritt im Verlaufe des Romans zunehmend in den Hintergrund; die Texte des Erzählers werden essayistischer und beschäftigen sich in Exkursen mit verschiedenen Themen wie den Eigenschaften der Geschichte, der Fotografie sowie dem technischen Fortschritt und der Kunst im Allgemeinen. Einige weitere Nebenhandlungsstränge werden eingeflochten, so nimmt die Biografie von Henry Ford einen größeren Raum ein.

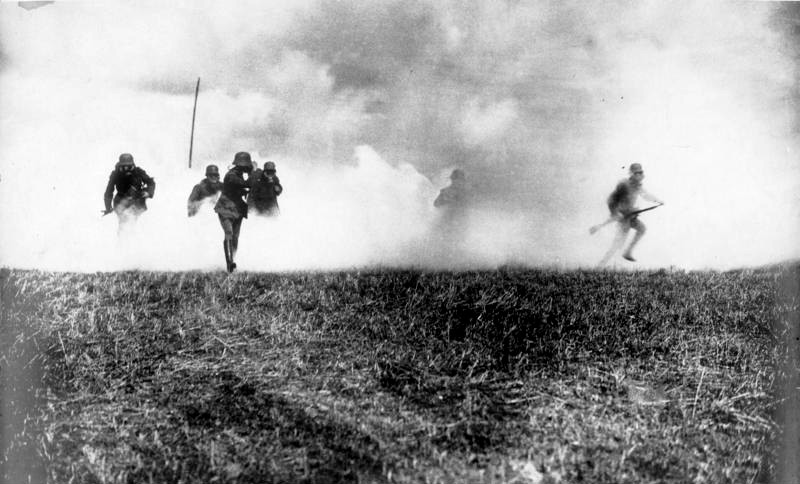
Deutsche Soldaten bei einem Gasangriff in Flandern

Der zweite Handlungsstrang erzählt die Geschichte der abgebildeten Bauern selbst. Er beginnt mit ihrem Weg zum Dorftanz einige Zeit vor Ausbruch des Ersten Weltkriegs, auf dem sie August Sander begegnen und das Foto entsteht. In der Folge werden fiktive Biografien der drei erzählt. Der jüngste der Bauern wird durch einen Zufall schon kurz vor Kriegsausbruch erschossen; der zweite kämpft überzeugt auf deutscher Seite in Flandern. Nach der Eroberung einer kleinen Stadt und einem Massaker an der Bevölkerung verliert er schließlich den Verstand und wird fahnenflüchtig. Beim Versuch, aus der Stadt zu entkommen, wird er von deutschen Soldaten erschossen. Der dritte Bauer entkommt durch eine Betrügerei den direkten Kampfhandlungen als Journalist und Fotograf und überlebt den Krieg. Sein Lebensweg überschneidet sich wiederum mit dem von Henry Ford, der ihm schließlich zur Dankbarkeit verpflichtet ist und das finanzielle Auskommen seiner Nachfahren sichern will.
Die Hauptfigur des dritten Handlungsstrangs ist Peter Mays, ein junger IT-Journalist der achtziger Jahre. Ähnlich wie der Erzähler vernachlässigt auch er sein Alltagsleben, um auf eine Suche zu gehen: aus dem Fenster sieht er eine junge Frau, die er um jeden Preis wiederfinden will. Sie entpuppt sich schließlich als eine Darstellerin von Sarah Bernhardt. Auf der Suche nach dieser Frau ergibt sich bei Mays ebenfalls eine Verbindung zum Sander-Foto, auf dem er schließlich einen seiner Vorfahren erkennt.
Drei Bauern auf dem Weg zum Tanz ist reich an Zitaten, die größtenteils von Zeitgenossen der drei Jungbauern stammen, etwa von Marcel Proust, Max Planck oder Walter Benjamin. Deren Denkmodelle werden in den Essays des Ich-Erzählers teilweise auch direkt wiederaufgegriffen; im Fall von Sarah Bernhardt und Henry Ford kommen auch längere biografische Exkurse vor, die teils mit der fiktiven Romanhandlung verwoben werden.

## Entstehung und Hintergrund

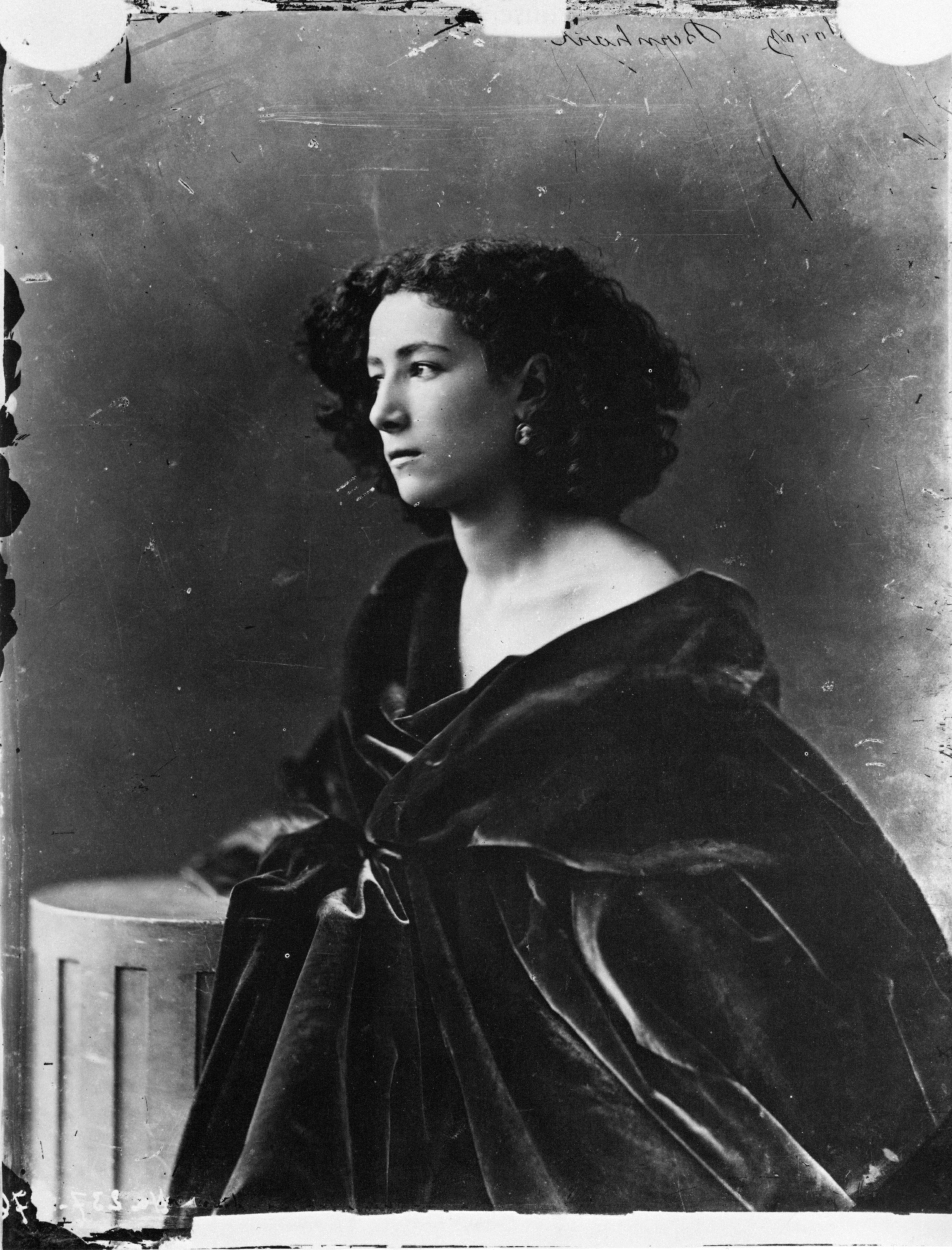
Sarah Bernhardt 1866, Porträt von Nadar

Zur Zeit der Entstehung des Romans lebte Powers als Programmierer in Boston. Er beschäftigte sich in dieser Zeit intensiv mit Biografien von Henry Ford und Sarah Bernhardt sowie mit den Schriften von Walter Benjamin und Literatur über den Ersten Weltkrieg und die Moderne. Sanders Fotografie sah er erstmals bei einer Ausstellung im Museum of Fine Arts und erlebte nach eigenen Angaben einen ähnlichen Schlüsselmoment wie der spätere Erzähler des Romans (der dem Bild jedoch in Detroit begegnet). Er nahm sich Urlaub und begann mit der Arbeit am Roman, in dessen Mittelpunkt das Foto steht und in den seine Lektüre ebenfalls stark einfloss. Powers selbst begreift das Foto als ein symbolträchtiges Bild für das gesamte 20. Jahrhundert. In Boston war es unter dem Titel Young Westerwald Farmers on Their Way to a Dance, 1914 ausgestellt. Das Wort Dance bringt Powers mit dem Ersten Weltkrieg in Verbindung, vor dessen Beginn er das Bild ansiedelt.
Im deutschsprachigen Raum ist die Fotografie unter dem Titel Jungbauern bekannt und gilt als Sanders bekanntestes und meistreproduziertes Werk. Da eine genaue Datierung fehlt, ist nicht bekannt, ob es vor oder nach dem 1. August 1914, dem Tag der deutschen Kriegserklärung an Russland, entstand. Das Foto verfügt über eine ausgeprägte eigene Rezeptionsgeschichte. Eine ausführliche Analyse widmete dem Bild etwa John Berger in seinem Band Das Leben der Kunst oder die Kunst des Sehens. Über die drei dargestellten Bauern und den Hintergrund der Entstehung des Bildes ist nichts bekannt, Powers’ Beschreibungen von Sander entsprechen jedoch seiner überlieferten Biografie und Arbeitsweise.

## Rezeption
Drei Bauern auf dem Weg zum Tanz rief bei seinem Erscheinen eine größere Medienaufmerksamkeit hervor. Zur Auszeichnung mit dem Rosenthal Award kamen noch die Nominierung für die Endausscheidung des National Book Critics Circle Award und eine gesonderte Erwähnung beim PEN/Hemingway Award. Die Rezensionen des Romans waren überwiegend positiv. Mehrfach wurde er als Porträt des gesamten 20. Jahrhunderts gewürdigt. Larry Kart, der Rezensent des Chicago Tribune, bescheinigte dem damals noch praktisch unbekannten Richard Powers, ein herausragender Autor zu sein. Der Roman wurde in mehrere Sprachen übersetzt und begründete Powers’ internationale Bekanntheit.

### Textausgaben
- Three Farmers on Their Way to a Dance, Beech Tree/Morrow, New York 1985, ISBN 0688042015 (englische Erstausgabe)
- Drei Bauern auf dem Weg zum Tanz, S. Fischer Verlag, Frankfurt am Main 2011, ISBN 978-3-10-059026-8 (deutsche Erstausgabe)

## Belege
1. 1 2   richardpowers.net (Memento vom 25. Februar 2009 im Internet Archive), gesehen am 16. September 2009
2. ↑  Interview mit Richard Powers von Jeffrey Williams (Memento des Originals vom 25. Februar 2010 im Internet Archive)  Info: Der Archivlink wurde automatisch eingesetzt und noch nicht geprüft. Bitte prüfe Original- und Archivlink gemäß Anleitung und entferne dann diesen Hinweis., gesehen am 16. September 2009
3. ↑  Hans-Michael Koetzle: Photo Icons 1827–1991, Taschen: Köln (2005), S. 143f.
4. ↑  Kirkus Review 53 vom 15. Juni 1985, S. 552
5. ↑  Fort Worth Star-Telegram vom 1. September 1985
6. ↑  Larry Kart: ‘3 Farmers’: Fiction From Photography, Chicago Tribune vom 22. September 1985